# Конрад Валленрод (поэма)
«Конрад Валленрод» (пол. Konrad Wallenrod) — поэма польского поэта Адама Мицкевича, опубликованная в 1828 году. Основана на легенде о том, что Конрад фон Валленрод был литовцем и вступил в Тевтонский орден, чтобы отомстить за свою разорённую родину. Современники восприняли поэму как рассказ о борьбе поляков с поработителями и разрешение проблемы примирения морали с политикой: внешне смириться с оказавшимся сильнее врагом и пойти на службу к нему, одновременно тайно действуя против него (такой приём называли «валленродизм»).
На основе поэмы были написаны две оперы — «Литвины» Амилькаре Понкьелли на либретто Антонио Гисланцони (1874) и «Конрад Валленрод» Владислава Желенского (1885). Она же легла в основу симфонической поэмы «Конрад Валленрод» Витольда Фримана (1908). Началом незаконченного перевода поэмы является стихотворение Александра Пушкина «Сто лет минуло, как тевтон…».
В 2024 г. в калининградском издательстве "Живём" было осуществлено новейшее издание поэмы в переводах А.С. Пушкина и Н.Н. Асеева.